# Куркі (гміна Щучин)
Куркі (пол. Kurki) — село в Польщі, у гміні Щучин Ґраєвського повіту Підляського воєводства.
Населення — 77 осіб (2011).
У 1975-1998 роках село належало до Ломжинського воєводства.

## Демографія
Демографічна структура станом на 31 березня 2011 року:
|          | Загалом | Допрацездатний вік | Працездатний вік | Постпрацездатний вік |
| -------- | ------- | ------------------ | ---------------- | -------------------- |
| Чоловіки | 39      | 9                  | 26               | 4                    |
| Жінки    | 38      | 10                 | 19               | 9                    |
| Разом    | 77      | 19                 | 45               | 13                   |